# Han Sun-hwa
Han Sun-hwa, née le 6 octobre 1990 à Busan, est une actrice et chanteuse sud-coréenne.

## Biographie
Elle est une ancienne membre du girl group sud-coréen comme Secret. Elle a fait ses débuts à la télévision en 2004 en participant à SBS Superstar Survival en tant que finaliste et en 2009, elle faisait partie du casting régulier d'une émission de variétés intitulée Invincible Youth. En plus de la musique, elle s'est également aventurée dans le théâtre et a fait ses débuts dans le drame de 2010,  More Charming By The Day . Elle a également joué dans plusieurs drames avec des seconds rôles dans Ad Genius Lee Tae-baek, God's Gift - 14 Days, et Marriage, Not Dating.